# Poecilmitis felthami
Poecilmitis felthami är en fjärilsart som beskrevs av Henry Trimen 1904. Poecilmitis felthami ingår i släktet Poecilmitis och familjen juvelvingar. Inga underarter finns listade i Catalogue of Life.